# Стрельба на летних Олимпийских играх 1996 — скорострельный пистолет, 25 метров (мужчины)
В рамках соревнований по стрельбе на летних Олимпийских играх 1996 года 23 и 24 июля состоялся турнир по стрельбе из скорострельного пистолета с дистанции 25 м. В турнире приняли участие 23 спортсмена из 19 стран мира: каждая страна могла заявить не более двух стрелков на данный турнир. Турнир прошёл в стрелковом комплексе Вулф-Крик.
Немец Ральф Шуман не только завоевал свою вторую золотую медаль Олимпийских игр, повторив успех 1992 года, но и установил два новых олимпийских рекорда. Он стал третьим человеком, выигравшим две золотые медали подряд на Олимпиадах в соревнованиях по стрельбе из скорострельного пистолета, а также первым, кто выиграл не менее трёх медалей на Олимпиаде в этой дисциплине. Серебряную медаль завоевал болгарин Эмил Милев, которая стала первой для Болгарии в этой дисциплине. Бронзовым призёром стал представитель Казахстана Владимир Вохмянин, который завоевал первую медаль за Казахстан и свою вторую медаль в карьере (в 1992 году он завоевал бронзу в составе Объединённой команды).

## Предыстория

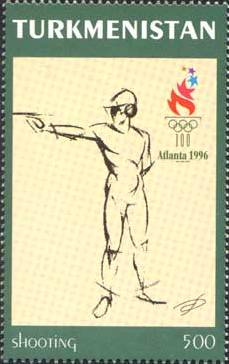
Почтовая марка Туркменистана 1997 года

Медали в стрельбе из пистолета с 25 м разыгрывались в 20-й раз с учётом предшествующих дисциплин в стрельбе из пистолетов разного калибра: медали не разыгрывались только в 1904, 1928 и 1908 годах, также с 1968 по 1980 годы проводился розыгрыш медалей среди женщин в рамках единого события. В первых пяти розыгрышах на Играх правила соревнований значительно отличались друг от друга: в 1932 году началось формирование современных правил, которые значительно отличались от правил 1924 года, но применялись и на Олимпиаде 1936 года. Очередное изменение регламента состоялось на первой послевоенной Олимпиаде 1948 года, а в 1984 году на играх были представлены отдельные соревнования по стрельбе среди женщин, в том числе и по стрельбе из пистолета с 25 м (по регламенту они были схожи с соревнованиями по стрельбе из пистолета центрального боя с дистанции 25 м, не входящими в олимпийскую программу).

## Участники
В соревновании по стрельбе из скорострельного пистолета с дистанции 25 м приняли участие 23 спортсмена из 19 стран мира. Среди них были семь участников финала соревнования по этой дисциплине в Барселоне: чемпион игр 1992 года немец Ральф Шуман, серебряный призёр 1992 года и чемпион игр 1988 года латвиец Афанасий Кузьмин, бронзовый призёр игр 1992 года казахстанец Владимир Вохмянин (выступал в 1992 году за Объединённую команду), занявший 4-е место в финале 1992 года поляк Кшиштоф Кухарчик, занявший 5-е место в финале 1992 года и участник финала 1988 года американец Джон Макнелли, занявший 6-е место в финале 1992 года украинец Мирослав Игнатюк (выступал в 1992 году за Объединённую команду) и занявший 8-е место в финале 1992 года и участник финала 1988 года колумбиец Бернардо Товар.
Чемпион Олимпийских игр 1992 года Ральф Шуман имел в своём активе победу на чемпионате мира 1990 года и бронзовую медаль чемпионата мира 1994 года, Кшиштоф Кухарчик был действовавшим чемпионом мира 1994 года, а Эмил Милев завоевал серебряную медаль на первенстве мира в 1994 году. Помимо Казахстана и Украины, дебютным стал турнир для Молдавии (Геннадий Лысоконь) и Хорватии (Роман Шпиреля). Также на играх в 17-й раз в истории выступили США, имея наибольшее количество выступлений в своём активе.

## Регламент
Турнир делился на квалификационный этап и финальный этап. Правила квалификационного этапа с 1988 года были схожи с правилами олимпийских турниров по стрельбе, начиная с 1948 года и заканчивая 1984 годом. Финал соревнований по стрельбе был представлен впервые в 1988 году и проходил в два этапа. В 1992 году был представлен полуфинал из двух этапов для восьми участников, четверо из которых выходили в двухэтапный финал. В 1996 году полуфинал упразднили, вернув финал с восемью участниками.
- Каждый стрелок в квалификационном этапе должен был сделать по 60 выстрелов, которые делились на два раунда по 30 выстрелов каждый. Каждый раунд делился на две стадии по 15 выстрелов, в каждой стадии было три серии выстрелов (по 5 выстрелов каждая). В первой серии у стрелка было 8 секунд на прицеливание и стрельбу, во второй серии — 6 секунд, в третьей — 4 секунды. В финал выходили восемь лучших стрелков. Максимальный результат в квалификации составлял 600 очков: таким образом, каждое попадание могло стоить максимум 10 очков[6].
- В финале каждый стрелок должен был за 4 секунды поразить 10 мишеней: каждый выстрел оценивался уже не целыми баллами, а с точностью до десятых (подобное правило оценивания было введено впервые именно в 1996 году). Один выстрел мог быть оценен до 10,9 баллов, что давало в принципе возможность выбить 109 очков в финале. Гипотетически можно было набрать по сумме квалификации и финала 709 баллов: победитель определялся по сумме результатов в квалификации и финале[6].

С 1948 по 1988 годы в качестве мишеней использовались силуэты, однако в 1992 году стали использоваться мишени круглой формы, а с 1960 года для определения начали оценивать не итоговое количество попаданий, а точность произведённых выстрелов

## Рекорды
На момент начала игр были зафиксированы три рекорда чемпионатов мира и Олимпиад, которые поставил один и тот же человек — Ральф Шуман, чемпион игр 1992 годоа.
- Мировой рекорд в квалификации: 597 очков (14 июня 1995, Мюнхен)
- Олимпийский рекорд в квалификации: 594 очка (29—30 июля 1992, Барселона)
- Мировой рекорд в финале (с учётом квалификации): 699,7 очков (8 июня 1994, Барселона)

## Расписание
Приводится местное время.
| Дата                  | Время | Раунд                        |
| --------------------- | ----- | ---------------------------- |
| Вторник, 23 июля 1996 |       | Квалификация: сессия 1       |
| Среда, 24 июля 1996   | 14:30 | Квалификация: сессия 2 Финал |

## Квалификация
| Место | Спортсмен         | Страна    | Раунд 1 | Раунд 2 | Итого | Результат                                      |
| ----- | ----------------- | --------- | ------- | ------- | ----- | ---------------------------------------------- |
| 1     | Ральф Шуман       | Германия  | 298     | 298     | 596   | Квалифицировался, установил олимпийский рекорд |
| 2     | Эмил Милев        | Болгария  | 294     | 296     | 590   | Квалифицировался                               |
| 3     | Кшиштоф Кухарчик  | Польша    | 292     | 297     | 589   | Квалифицировался                               |
| 3     | Владимир Вохмянин | Казахстан | 293     | 296     | 589   | Квалифицировался                               |
| 5     | Мэн Ган           | Китай     | 291     | 296     | 587   | Квалифицировался                               |
| 6     | Даниэль Леонхард  | Германия  | 293     | 293     | 586   | Квалифицировался                               |
| 6     | Геннадий Лысоконь | Молдова   | 295     | 291     | 586   | Квалифицировался                               |
| 6     | Лайош Палинкаш    | Венгрия   | 290     | 296     | 586   | Квалифицировался                               |
| 9     | Мирослав Игнатюк  | Украина   | 295     | 291     | 586   |                                                |
| 10    | Афанасий Кузьмин  | Латвия    | 290     | 295     | 585   |                                                |
| 11    | Юлиан Райча       | Румыния   | 292     | 292     | 584   |                                                |
| 12    | Мишель Ансерме    | Швейцария | 293     | 290     | 583   |                                                |
| 12    | Томохиро Кида     | Япония    | 290     | 293     | 583   |                                                |
| 12    | Джон Макнелли     | США       | 288     | 295     | 583   |                                                |
| 12    | Урс Тоблер        | Швейцария | 290     | 293     | 583   |                                                |
| 16    | Сабин Чаушев      | Болгария  | 286     | 296     | 582   |                                                |
| 16    | Роман Шпиреля     | Хорватия  | 291     | 291     | 582   |                                                |
| 18    | Роджер Мар        | США       | 292     | 289     | 581   |                                                |
| 19    | Петри Этеляниеми  | Финляндия | 290     | 289     | 579   |                                                |
| 20    | Андерс Лау        | Дания     | 292     | 286     | 578   |                                                |
| 21    | Франк Дюмулен     | Франция   | 285     | 290     | 575   |                                                |
| 21    | Патрик Мюррей     | Австралия | 285     | 290     | 575   |                                                |
| 23    | Бернардо Товар    | Колумбия  | 279     | 286     | 565   |                                                |

## Финал
| Место | Спортсмен         | Страна    | Квалификация | Финал | Итого | Результат                             |
| ----- | ----------------- | --------- | ------------ | ----- | ----- | ------------------------------------- |
| 1     | Ральф Шуман       | Германия  | 596          | 102.0 | 698.0 | Чемпион, установил олимпийский рекорд |
| 2     | Эмил Милев        | Болгария  | 590          | 102.1 | 692.1 | Серебряный призёр                     |
| 3     | Владимир Вохмянин | Казахстан | 589          | 102.5 | 691.5 | Бронзовый призёр                      |
| 4     | Кшиштоф Кухарчик  | Польша    | 589          | 101.5 | 690.5 |                                       |
| 5     | Мэн Ган           | Китай     | 587          | 100.1 | 687.1 |                                       |
| 6     | Геннадий Лысоконь | Молдова   | 586          | 101.0 | 687.0 |                                       |
| 7     | Лайош Палинкаш    | Венгрия   | 586          | 99.9  | 685.9 |                                       |
| 8     | Даниэль Леонхард  | Германия  | 586          | 97.6  | 683.6 |                                       |

## Итоги
Ральф Шуман не только выиграл вторую золотую олимпийскую медаль, но и побил собственный квалификационный рекорд, выбив в квалификации 596 очков. Более того, в новом формате он поставил новый рекорд, выбив суммарно 698 очков по сумме квалификации и финала.